# 1822
- Wikisource

| Calendário gregoriano                                                        | 1822 MDCCCXXII                      |
| Ab urbe condita                                                              | 2575                                |
| Calendário arménio                                                           | 1271 – 1272                         |
| Calendário bahá'í                                                            | -22 – -21                           |
| Calendário budista                                                           | 2366                                |
| Calendário chinês                                                            | 4518 – 4519 Início a 23 de janeiro  |
| Calendário copta                                                             | 1538 – 1539                         |
| Calendário etíope                                                            | 1814 – 1815                         |
| Calendários hindus - Vikram Samvat - Calendário nacional indiano - Cáli Iuga | 1877 – 1878 1743 – 1744 4922 – 4923 |
| Calendário Holoceno                                                          | 11822                               |
| Calendário islâmico                                                          | 1238 – 1239                         |
| Calendário judaico                                                           | 5582 – 5583                         |
| Calendário persa                                                             | 1200 – 1201 Início a 21 de março    |
| Calendário rúnico                                                            | 2072                                |
| Calendário solar tailandês                                                   | 2365                                |

1822 (MDCCCXXII, na numeração romana) foi um ano comum do século XIX do actual Calendário Gregoriano, da Era de Cristo, a sua letra dominical foi F (52 semanas), teve início a uma terça-feira e terminou também a uma terça-feira.
| Ano completo                       |
| ---------------------------------- |
| Ano comum com início à terça-feira |

## Eventos
- O Forte de São Sebastião, nesta data ainda mantêm importância estratégica conforme a planta do sistema defensivo da Baía de Angra, de José Carlos de Figueiredo.
- São decifrados que os primeiros hieroglifos por Thomas Young e Jean-François Champollion com base na Pedra de Roseta.
- Publicação da obra Corografia Açórica de João Soares de Albergaria de Sousa.
- Uma multidão compareceu à festa em que D. Pedro foi aclamado imperador, e também à coroação, na Capela Imperial, em dezembro do mesmo ano.
- A Vila das Velas, ilha de São Jorge, soma 4 200 habitantes.
- Frederico Augusto de Mesquita, foi nomeado barão e lutou na Guerra do Paraguai (m. 1884).

### Janeiro
- 5 de janeiro - Espontaneamente anexam-se ao México as províncias de Guatemala, Honduras e Nicarágua.
- 7 de janeiro
  - Chega ao Rio de Janeiro o navio holandês Argus trazendo imigrantes alemães.
  - Os negros norte-americanos formam a colônia da Libéria na África.
- 9 de janeiro - D. Pedro I recusa-se a atender convocação das Cortes de Lisboa para voltar a Portugal. A data ficou conhecida como o Dia do Fico.
- 11 de janeiro - Guerra de Independência do Brasil: A Rebelião de Avilez foi uma pequena revolta que ocorreu entre as tropas do tenente-general português Jorge Avilez e as tropas brasileiras como reação ao Dia do Fico.
- 13 de janeiro - O patriota grego Demetrios Ypsilantis convoca uma assembleia que proclama a independência da Grécia em relação ao Império Otomano. Dois dias depois foi eleito presidente da assembleia legislativa.
- 16 de janeiro - D. Pedro I organiza um ministério formado só por brasileiros, sob a chefia de José Bonifácio.
- 18 de janeiro - José Bonifácio é nomeado chanceler brasileiro.

### Fevereiro
- 16 de fevereiro - Império do Brasil: D. Pedro I, cria o Conselho dos Procuradores Gerais das Províncias do Brasil.
- 19 de fevereiro - Insurreição pela independência brasileira na Bahia. Morre a freira Joana Angélica.
- 26 de fevereiro - Império do Brasil: O Conselho de Procuradores de Províncias é criado.

### Maio
- 4 de maio - D. Pedro determinou que qualquer ordem vinda de Portugal só seria obedecida no Brasil se ele dissesse cumpra-se; era outra vitória do partido brasileiro.
- 13 de maio - D. Pedro é aclamado Defensor Perpétuo do Brasil pela maçonaria.
- 24 de maio - O Equador se declara independente da Espanha.

### Junho
- 3 de junho - Deputados brasileiros vão para as cortes de Lisboa.
- 14 de junho - Assinada Ata de Vereação em Santo Amaro (Bahia), o 1º documento a manifestar oficialmente o desejo de independência do Brasil.
- 25 de junho - Guerra de Independência do Brasil: A Batalha de Cachoeira ocorreu quando a Câmara Municipal de Cachoeira se rebelou contra o governo português da Província da Bahia, e declarou lealdade ao príncipe regente Dom Pedro.

### Julho
- 21 de julho - Agustín de Iturbide é proclamado imperador do México.
- 17 de julho - Pedro I do Brasil extingue o sistema de sesmarias de terras.

### Agosto
- 1 de agosto - O governo brasileiro proíbe desembarque de tropas portuguesas.[1]
- 2 de agosto - Pedro I ingressa na maçonaria, sob o codinome Pedro Guatimozim.[2]
- 13 de agosto - D. Leopoldina é nomeada chefe do Conselho de Estado e Princesa Regente Interina do Brasil.
- 14 de agosto - D. Pedro viaja para São Paulo.

### Setembro
- 2 de setembro - Conselho de Estado, reunido por José Bonifácio e pela imperatriz Leopoldina, recomenda a independência.
- 7 de setembro - Independência ou morte!: O Brasil declara a Independência de Portugal.

### Outubro
- 12 de outubro - D. Pedro é aclamado Imperador do Brasil, num quadro de monarquia constitucional.
- 25 de outubro - D. Pedro corta relações com a maçonaria e tenta dissolvê-la.

### Dezembro
- 1 de dezembro
  - Coroação e sagração de Pedro I, na Capela Imperial, como Imperador Constitucional e Perpétuo Defensor do Brasil.
  - Por ocasião de sua coroação, D. Pedro I do Brasil cria a Ordem Imperial do Cruzeiro.
- 24 de dezembro - Tropas portuguesas na Bahia, Piauí, Maranhão e Pará decidem resistir contra a independência.

## Nascimentos
- 6 de janeiro - Heinrich Schliemann, arqueólogo alemão, descobridor de Troia (m. 1890)
- 3 de março - Bernhard Hammer, foi Presidente da Confederação suíça em 1879 (m. 1907).
- 14 de março - Teresa Cristina, imperatriz consorte do Brasil (m. 1889)
- 11 de março - Joseph Bertrand, matemático francês (m. 1900).
- 27 de abril - Ulysses S. Grant, décimo oitavo presidente dos Estados Unidos (m. 1885).
- 20 de maio - Frédéric Passy, vencedor do nobel da paz em 1901 (m. 1912).
- 22 de julho - Gregor Mendel, pioneiro da genética (m. 1884).
- 26 de julho - Jakob Dubs, foi Presidente da Confederação suíça em 1864 (m. 1879).
- 27 de dezembro - Louis Pasteur, cientista muito famoso pelas suas descobertas sobre as bactérias (m. 1895).

## Mortes
- 24 de janeiro - Ali Paxá de Tepelene, militar e governador da Albânia (n. 1741).
- 4 de fevereiro - João Carlos de Bragança, príncipe da beira (n. 1821).
- 19 de fevereiro - Joana Angélica, religiosa mártir da independência do Brasil (n. 1761).
- 25 de junho - Ernst Theodor Amadeus Wilhelm Hoffmann, escritor, compositor, caricaturista e pintor alemão (n. 1776).
- 25 de agosto - William Herschel, astrônomo inglês de origem alemã, (n. 15 de Novembro de 1738).
- 13 de outubro - Antonio Canova um escultor italiano, famoso pelas suas esculturas em mármore (n. 1757).
- 17 de novembro - Joaquim Machado de Castro, um dos maiores e mais renomados escultores de Portugal (n. 1731).
- 23 de dezembro - Santo Antônio de Sant'Ana Galvão, Frei Galvão, católico e santo brasileiro (n. 1739).

## Por tema
- 1822 no Brasil
- 1822 na ciência
- 1822 no jornalismo
- 1822 na literatura
- 1822 na música